# 猩唇
猩唇是中國古代珍贵食材，著名八珍之一。
猩唇，滿語“罕达堪”，指的是麋鹿臉部的肉。因为晒干后，非常像猩猩嘴唇，所以沿袭下来一直叫“猩唇”。

## 史料记载
《呂氏春秋·本味篇》：“肉之美者，猩猩之唇，獾獾之炙。”

## 文学记载
- 張協《七命》之七：“鷰髀猩脣，髦残象白。”[1]
- 紀昀《閱微草堂筆記》·卷十五·姑妄聽之一載："八珍惟熊掌鹿尾为常见，驼峰出塞外已罕覯矣，猩脣则仅闻其名。......自額至頦全剝而腊之，口鼻眉目，一一宛然，如戲場面具，不僅兩唇。"
- 袁枚《随园食单》載侍郎劉金門出使朝鮮，“王宴之。酒半，出一朱盤，錦冪之，置座前，一人持小刀啟其冪，乃人頭也，大驚。既而割其唇以進，乃知為猩唇。”
- 陈维崧《满江红·汴京怀古》词之八：“西务里，猩唇煮；南瓦内，鸞笙语。”